# 14656 Lijiang
14656 Lijiang (1998 YN22) là một tiểu hành tinh vành đai chính được phát hiện ngày 29 tháng 12 năm 1998 bởi Chương trình tiểu hành tinh Bắc Kinh Schmidt CCD ở Xinglong.